# Baselios Marthoma Didymos I.

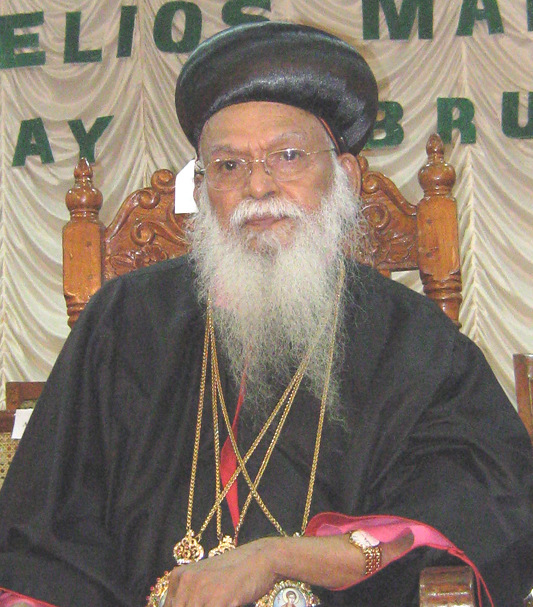
Baselios Marthoma Didymos I. (2010)

Baselios Mar Thoma Didymus I. (Malayalam ബസേലിയോസ് മാർത്തോമാ ദിദിമോസ് പ്രഥമൻ; * 29. Oktober 1921 in Mavelikara, Pathanamthitta, Kerala; † 26. Mai 2014 in Parumala, Pathanamthitta, Kerala) war ein indischer Geistlicher und „Katholikos des Ostens und des apostolischen Thrones des Heiligen Thomas“ der Malankara Orthodox-Syrischen Kirche.

## Leben
Mit 17 Jahren wurde er Mitglied des Mount Tabor Dayara-Klosters in Pathanapuram. Am 25. Januar 1950 wurde er zum Priester, am 16. Mai 1965 zum Mönch (Ramban) und am 24. August 1966 zum Bischof (mit dem Namen Thomas Mar Timotheos) geweiht. Er war Bischof der Malabar-Diözese für 39 Jahre, erst als Assistant Bishop, dann als Metropolit. Im Jahr 1992 wurde Mar Timotheos zum designierten Nachfolger des Katholikos des Ostens gewählt. Am 31. Oktober 2005 wurde er nach dem Rücktritt aus Altersgründen von Katholikos Mar Thoma Mathews II. als neuer Katholikos der Malankara Orthodox-Syrische Kirche inthronisiert. Er war der 7. Katholikos nach der Errichtung des indischen Katholikats im Jahre 1912 und der 20. Malankara Metropolit.